# Tisja Beav

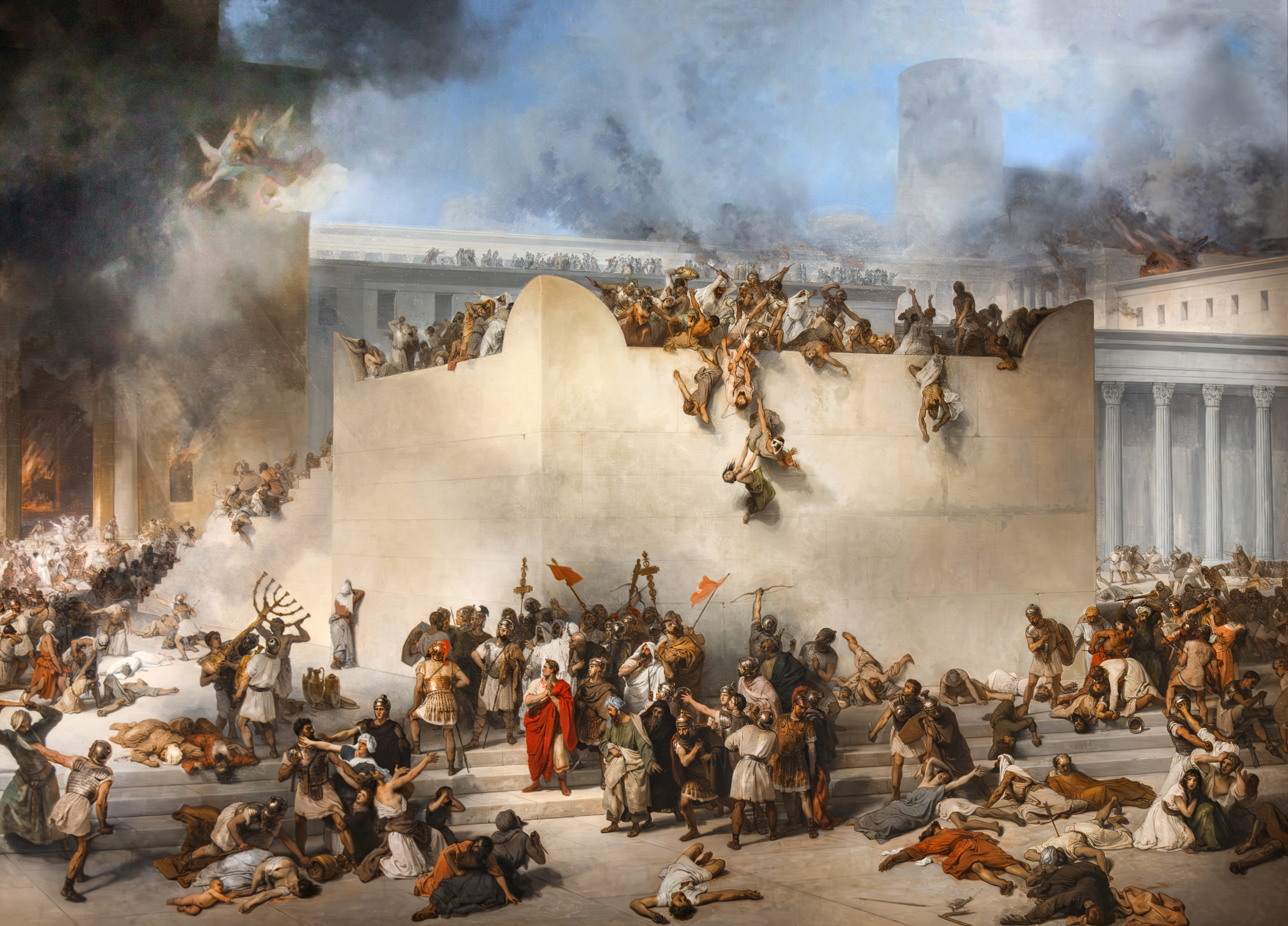
Vernietiging van de tempel in Jeruzalem
(olieverf op doek, Francesco Hayez, 1867)

Tisja Beav (Hebreeuws: תשעה באב - de negende dag van de maand av), ook gespeld Tisja be'Aaw of Tisha b'Av, is de traditionele jaarlijkse rouwdag van het jodendom. Op deze dag wordt gevast.
In orthodoxe kringen wordt drie weken eerder al gerouwd, namelijk op de zeventiende van de Hebreeuwse maand tammoez, toen de muren van Jeruzalem voor het eerst werden doorbroken in het jaar 69 na de standaard jaartelling. De periode van 17 Tammoez tot 9 av wordt de drie weken genoemd.

## Rouwdag
Volgens de Joodse traditie zijn op 9 av zowel de Eerste Joodse Tempel (in 587 v.Chr. door de Babyloniërs) als de Tweede Joodse Tempel (in 70 n.Chr. door de Romeinen) verwoest. Ook hebben in de loop van de Joodse geschiedenis zich andere rampen op of omtrent deze dag voorgedaan, waardoor Tisja Beav dé rouwdag van het jodendom is geworden. Daaronder vallen de moordpartijen die de kruisvaarders aanrichtten in de Joodse gemeenschappen langs de Rijn in Duitsland, de verdrijving in 1492 van de Joden uit Spanje, en het begin van de deportaties van Joden in de Holocaust.
In de gregoriaanse kalender kan 9 av in de maanden juli of augustus vallen. Valt deze dag op een zaterdag (sjabbat) dan wordt het herdacht vanaf zonsondergang na de sjabbat tot in de volgende dag (10 av).

## Achtergrond
Tegelijk met Tisja Beav, waarop primair de vernietiging van de Tempel wordt herdacht, zijn nog drie andere vastendagen ingesteld die verband houden met dezelfde periode uit de geschiedenis van het koninkrijk Juda:
- de 10 tevet, de dag waarop herdacht wordt dat de belegering van Jeruzalem door Nebuchadnezzar begon.
- de 17 tammoez, de dag dat de muren van de stad doorbroken werden.
- 3 tisjri, bekender als de vastendag van Gedalia.

Tisja Beav is echter de enige dag waarop 24 uur gevast wordt. Op de andere genoemde vastendagen wordt gevast van zonsopgang tot zonsondergang. Het naleven van de genoemde andere dagen werd onderbroken in de periode van de Tweede Tempel (538 voor de gangbare jaartelling tot 70 na de gangbare jaartelling), nadat het joodse volk was teruggekeerd uit de Babylonische ballingschap.
Op de 9 av werd de Tempel in brand gezet. Het grootste gedeelte van de Tempel verbrandde op 10 av, en volgens de Talmoed zou deze vastendag eigenlijk twee dagen moeten duren. Dat werd echter als te zwaar gezien, en dus werd alleen de 9 av een vastendag. Omdat op deze dag de Tempel in brand werd gezet, wordt de klap van deze dag als groter beschouwd dan die van 10 av. Sommige restricties die voor en tijdens de 9 av gelden lopen door op de 10 av; daarover hieronder meer.
Een Misjnatraditie uit de tweede eeuw verbindt de 9 av met vijf rampen die de Joden troffen: "Op de negende av werd het besluit omtrent onze voorouders genomen, dat zij niet in het land zouden komen; werden zowel de eerste als de tweede tempel verwoest, werd Beitar ingenomen en werd de stad beploegd. Zodra av is ingetreden, vermindert men de vreugde." De eerste gebeurtenis verwijst naar Bemidbar 14:26-35 en is gebaseerd op berekening van gegevens uit een aantal Thoraverzen. De verwoestingen van de beide tempels is hierboven reeds genoemd en zijn de meest ingrijpende gebeurtenissen die op deze dag herdacht worden. De laatste twee gebeurtenissen hebben betrekking op het mislukken van het verzet tegen de Romeinen van Bar Kochba, die zich in Betar verschanst had, en de grondige verwoesting door de Romeinen van Jeruzalem in het jaar daarop.
Latere gebeurtenissen die op 9 av herdacht worden, zijn onder meer:
1. 1099 (4855): De Eerste Kruistocht. Alleen al in de eerste maand van de kruistocht vinden 10.000 Joden de dood. De kruistocht eindigt rond Tisja Beav 1099 met een bloedbad in Jeruzalem.
2. 1199 werd de gehele Joodse bevolking van York vermoord. slachtoffers van het eerste bloedsprookje, de valse bewering dat Joden het bloed van christelijke kinderen in hun rites zouden gebruiken.[2]
3. 1290 (5050): Joden worden uitgewezen uit Engeland. Dit leidt tot pogroms en inbeslagname van boekrollen en bezittingen.
4. 1492 (5252): In Spanje en Portugal bepaalt de inquisitie dat Joden het Iberisch Schiereiland moeten verlaten, hetgeen opnieuw gepaard gaat met pogroms. Veel Joden worden gedood, families raken gescheiden, land en bezittingen worden geconfisqueerd.
5. 1914 (5674): Na Duitse vijandelijkheden verklaren Engeland en Rusland Duitsland de oorlog, wat het begin van de Eerste Wereldoorlog inluidt. Tijdens en direct na de Eerste Wereldoorlog vonden meer dan 400 pogroms plaats in Hongarije, Oekraïne, Polen en Rusland.
6. 1942 (5702): Begin van de deportaties vanuit het getto van Warschau naar het vernietigingskamp Treblinka.

## Voorschriften

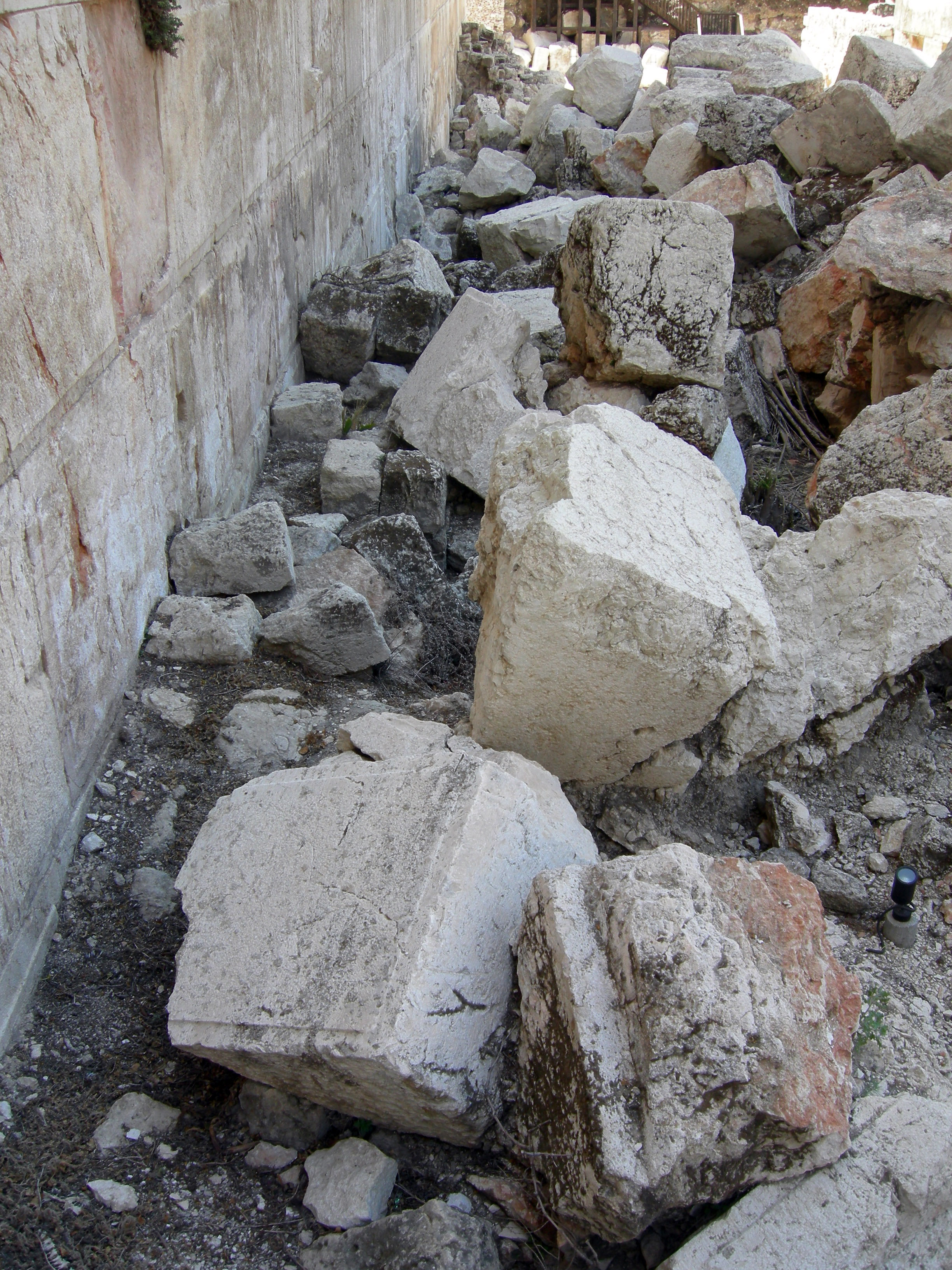
Opgegraven steenfragmenten afkomstig uit de westelijke muur van de Tempelberg in Jeruzalem. Deze zijn op de straat onderaan de muur gevallen nadat ze uit de muur gebeukt waren door Romeinse stormrammen bij de belegering van de stad in het jaar 70.

### Drie weken van rouw
De periode van drie weken voorafgaande aan Tisja Beav staat bekend als been hametsariem en begint met de 17 tammoez, tevens een vastendag.
Met ingang van de 17 tammoez gelden er vele beperkingen die orthodoxe joden naleven. Er worden geen huwelijken gesloten. Ashkenazische joden mogen zich niet (laten) scheren en wordt geen haar geknipt, er mag niet naar muziek met instrumenten geluisterd worden. A capella gezang is wel toegestaan.
Ook mag in de drie weken de beracha Shehechejanoe niet worden gezegd. Omdat die beracha moet worden gezegd bij het doen van grote aankopen die voor vreugde zorgen, zoals een nieuw kostuum of ander belangrijk kledingstuk, of bijvoorbeeld een nieuwe auto, mogen dergelijke aankopen niet worden gedaan, tenzij het niet uitvoeren van de aankoop tot groot financieel verlies zou leiden.
Met ingang van rosj chodesj van de maand av gelden er nog meer beperkingen. Men mag (behalve op vrijdag, ter ere van de sjabbat) geen nagels knippen, zich niet wassen of douchen, en men mag gedurende de gehele tijd inclusief vrijdagmiddag geen kleding wassen of schone kleding aandoen. Een veelgebruikte manier om niet tien dagen met dezelfde kleding rond te lopen is om net voor Tisja Beav een serie kledingstukken even aan te trekken en direct weer uit te doen en vervolgens in de kast te leggen. De kleding telt dan niet meer als schoon gewassen en mag tijdens de negen dagen weer worden gedragen.
Tijdens de negen dagen mag men geen plezierreizen maken, zoals vakanties of dagtochten. Zakenreizen zijn wel toegestaan, maar dienen zo veel mogelijk vermeden te worden.
Sefardische Joden beginnen pas op rosj chodesj met de rouwrestricties waarmee Asjkenazische Joden al op 17 tammoez beginnen.

### Voor de vasten
Voordat het vasten begint eten religieuze joden een karige maaltijd, bijvoorbeeld bestaand uit een ei en linzen. Sommige Sefardische joden dopen het ei daarbij in de as, om de tragiek van de gebeurtenissen te benadrukken.

### Rouwgebruiken voor de dag zelf

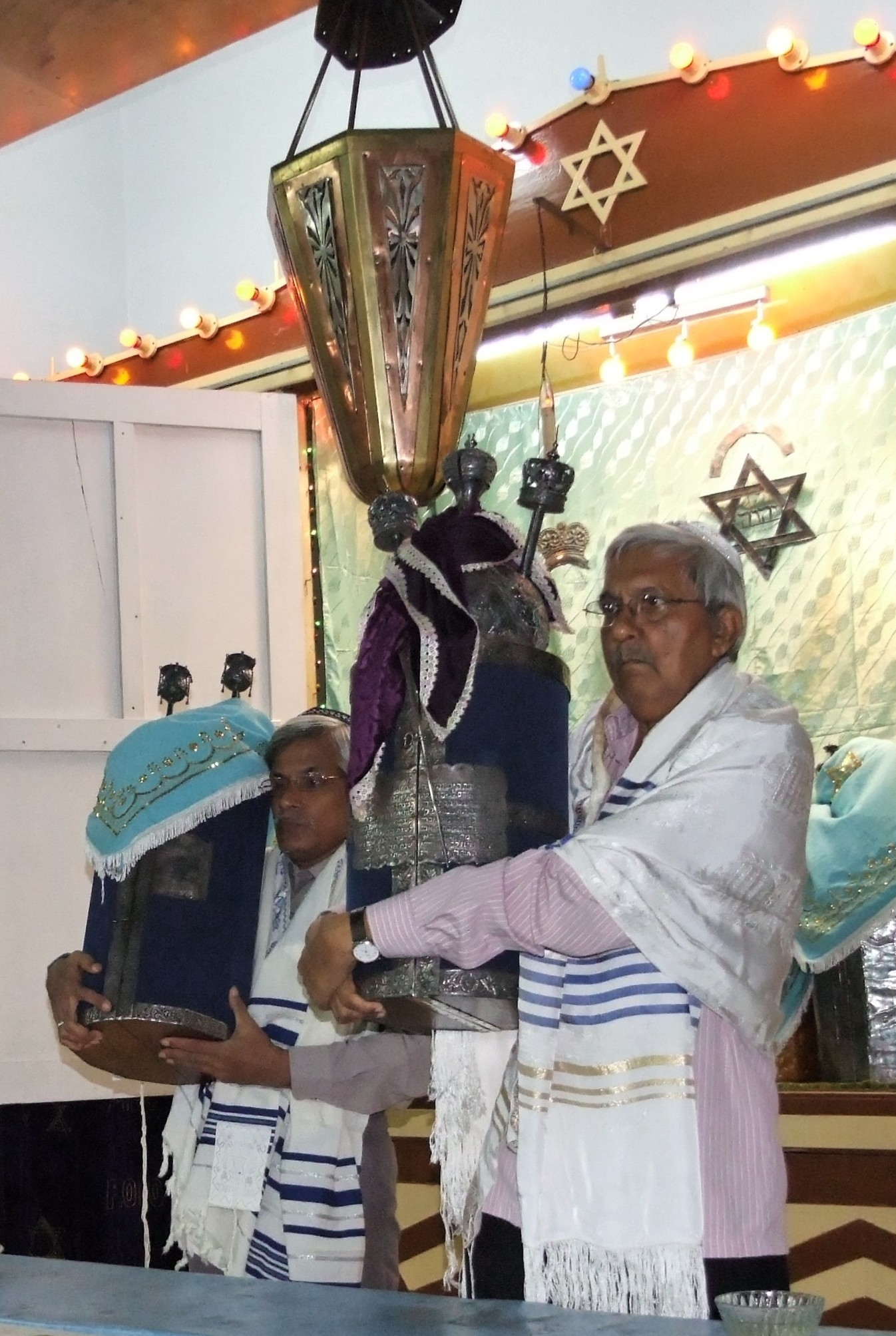
Thorarollen in zwart tijdens de rouw

Religieuze joden vasten op deze dag. Het is naast Jom Kipoer de enige vastendag die ongeveer 25 uur duurt (van zonsondergang tot het de volgende avond volledig donker is). Tijdens deze periode mag er niets gegeten of gedronken worden, ook geen water, en mogen er zelfs geen tanden worden gepoetst. Ook het dragen van leren schoenen (zelfs schoenen met weinig leer) is verboden; men komt op sportschoenen, sloffen of badslippers naar de synagoge. Tot de halachische middag aanbreekt is het verboden op een normale stoel te zitten; in de synagoge staan de stoelen met de poten omhoog. Men mag alleen op de grond zitten, of op lage bankjes. In de synagoge worden hier vooral plastic voetenbankjes voor gebruikt. Verder is Tisja Beav samen met Jom Kipoer de enige dag van het jaar waarop geen geslachtsgemeenschap plaats mag vinden. Er mag ook niet gedoucht of gewassen worden. Er mag ook niet gewerkt worden, en zelfs het bestuderen van de Thora is verboden.

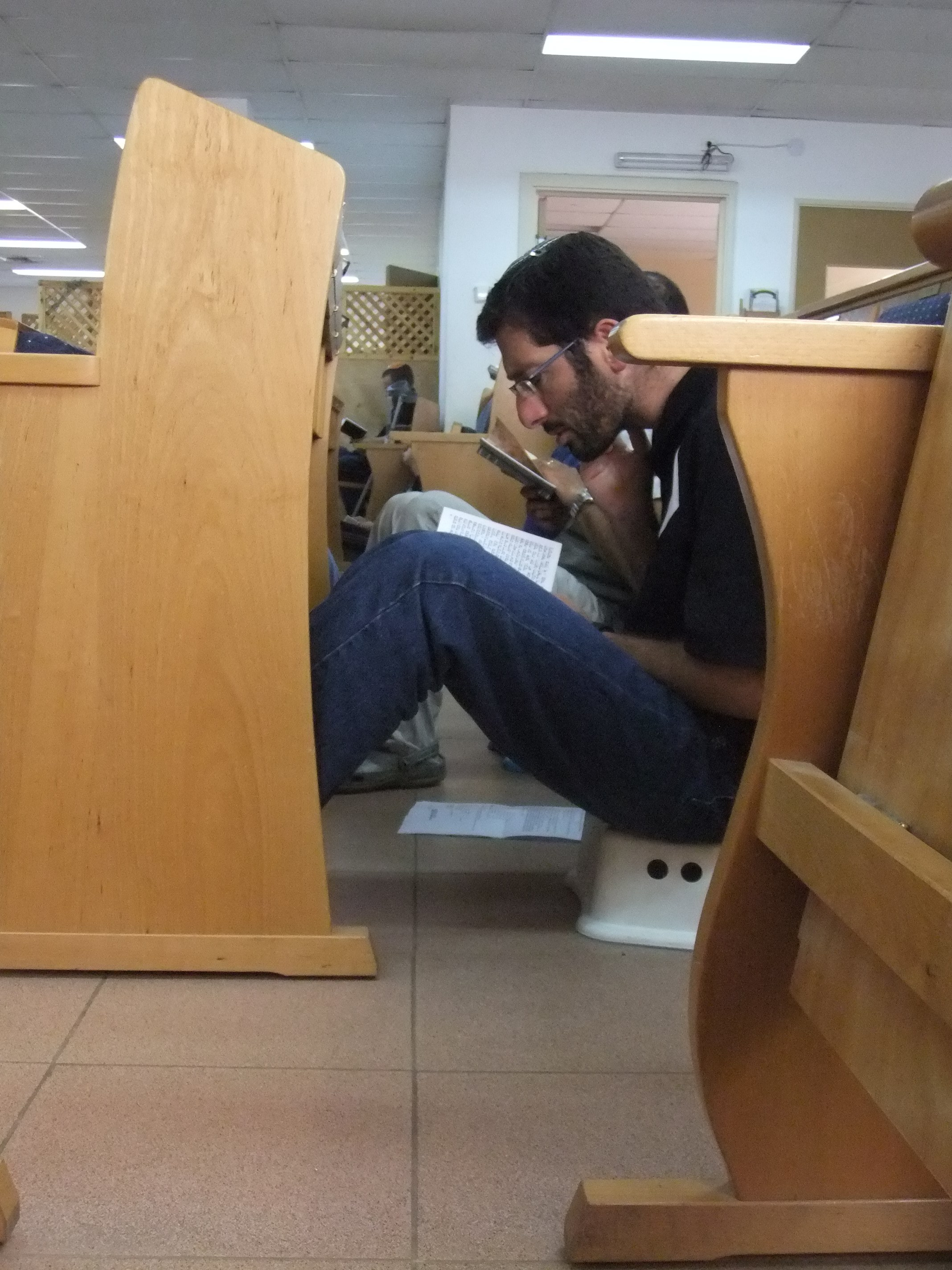
Laag zittende persoon tijdens het gebed.

Vanwege de rouwstemming waarin men verkeert komt men tezamen in een slechts beperkt verlichte synagoge. Ook de Thora-rollen heeft men voor deze gelegenheid verpakt in donkere omhulsels en het meestal fraaie gordijn, parochet, voor de ark is verwijderd. De mensen groeten elkaar niet. Verder leest men uit het Tenachboek Klaagliederen (Eecha), van de profeet Jeremia en leest men zowel 's avonds als 's ochtends kinnot, lange rouwgedichten ter herinnering aan de rampen die aan de dag ten grondslag liggen. Tijdens het ochtendgebed worden geen talliet of tefillin gedragen.
Aan het einde van deze vastendag wordt herinnerd aan de traditie die zegt dat de mesjiach op de negende av zal worden geboren.

### Gebruiken voor 10 av
De rouwperiode is niet direct na het einde van het vasten voorbij. De tempel werd op de 9 av in brand gezet. Het grootste gedeelte verbrandde echter op 10 av. Daarom lopen de beperkingen van de drie weken en negen dagen, zoals het verbod op het luisteren naar muziek, het knippen van de nagels, het wassen of douchen en het wassen van kleding, gedeeltelijk of volledig door op 10 av. Voor Asjkenazische joden lopen de beperkingen door tot de halachische middag op de 10 av. Voor Sefardische Joden tot de avond, wanneer de tiende av overgaat in 11 av. Omdat de rouw zich doorzet, wordt er na Tisja Beav geen feestelijk 'breken van het vasten' gevierd, zoals op sommige andere vastendagen gebruikelijk is.

## Kienot
Kienot (Enkelvoud: Kiena; Asjkenazisch: Kinnos) zijn treurgebeden waarin de rampen beschreven zijn die op Tisja Beav worden herdacht. Ze zijn geschreven door beroemde rabbijnen die zelf bij de tragedies betrokken waren of van anderen over het gebeurde bericht ontvingen - meestal wanneer een joodse gemeente geheel vermoord was. Er zijn twee versies kinnos: de Nederduitse, die in Nederland en het Duitse Rijngebied gebruikt wordt, en de wereldwijde, die in de rest van de wereld wordt gebruikt. De Nederduitse editie bevat kinnot die niet in de wereldwijde versie voorkomen, maar het merendeel van de kienot is identiek. Er zijn echter hedendaagse kienot die de shoah herdenken.
Het taalgebruik in de kienot, die in het Hebreeuws geschreven zijn en gelezen worden (een eventuele vertaling is enkel ter verduidelijking), zijn in vrij complex Hebreeuws geschreven. Hieronder enkele kienot in een oude Nederlandse vertaling.

### De cederen van den Libanon
Deze kiena (treurlied), die de martelaarsdood van tien beroemde rabbijnen na de mislukte opstand van Bar Kochba beschrijft, wordt jaarlijks op Beav gelezen. 
De Nederlandse vertaling uit 1868:
De cederen van den Libanon, de magtigen der Wet, de wel toegerusten in de Misna en Gemara, die met alle kracht en reinen zin zich aan de studie overgaven -- ach, hun bloed is vergoten, hunne dapperheid verflaauwd. Die tien heilige Koningsmartelaren beween ik en over hen kwijnt mijn oog weg, Hen gedenkende jammer ik bitterlijk; zij waren de wellust, de heilige tooi, de kroon van Israël! Een ijzingwekkenden dood moesten die vlekkeloozen, die heiligen sterven en het lot werd geworpen, wie hunner het eerst aan het zwaard zou toevallen; en toen het lot op Rabbi Simon viel, strekte hij weenend zijn hals uit, zich aan het raadsbesluit des Eeuwigen onderwerpende. Zonder mededoogen beval de tiran hem te vellen. Vurig smeekte Aharons gezalfde nazaat (Rabbi Jismaël) de gunst, den zoon des vorsten (Rabbi Simon) te mogen beweenen; hij nam dienst hoofd op zijne knie, en legde met teedere liefde oog op oog, mond op mond en riep: "De mond, die van het onderrigt der wet overstroomde, is thans zoo plotseling onder een wreeden dood verstomd!" -- Nu volgde het bevel Rabbi Jismaël met een scherp mes de huid van het hoofd te stroopen. Geduldig hield hij het uit, denkende aan de woorden: "Zij zeggen tot u: buk u, opdat wij over u heen stappen" (Jesaja 51. 23). Doch toen de booswicht aan de plaats der heilige gebedsriemen kwam, schreide de gefolterde zoo jammerlijk, dat de aarde sidderde en beefde. Nu werd Rabbi Akiba voorgebragt, die scherpzinnige leeraar, die elk teeken in de heilige schrift wist te verklaren, en met ijzeren kammen werd hem het vleesch uit het ligchaam gescheurd. Met de woorden: "God is eenig!" blies hij den laatsten adem uit, en eene hemelsche stem riep uit: "Heil u, Rabbi Akiba, die zich door volkomen reinheid onderscheidt!" Vervolgens bragten zij Rabbi Jehuda, zoon van Baba, nader; op hartverscheurende wijze vermoordden de barbaren hem, den eerwaardigen zeventigjaren grijsaard, wiens geheel leven in heilige afzondering en vrome werken was doorgebragt. Hem volgde Rabbi Chananja, zoon van Teradjon, die gemeenten rondom zich had verzameld en met de wetsrol in de hand openlijk onderrigt had gegeven; de onmenschelijken wikkelden hem in zijne wetsrol, staken dorre takjes daarbij in den brand, nadat zij bevochtigde wol op zijn hart hadden gelegd, opdat zijn doodstrijd zou worden verlengd. Ook de vrome schrijver Rabbi Jesebab werd door die booswichten vermoord, vervolgens den honden voorgeworpen en onbegraven gelaten, hij, wien eene hemelsche stem den lof toekende, dat hij niets van de wet had nagelaten. Na hem kwam de ongelukgsdag over Rabbi Chutspit, bij wien elke ademtogt aan de beoefening van Gods leer gewijd was. De regtvaardige Rabbi Eläzar, zoon van Samua, was de laatste der tien martelaren; het was op Vrijdag-avond bij den ingang van den rustdag, toen de vrome juist het inwijdingsgebed van den Sabbat uitsprak, dat men het zwaard tegen hem trok, en hem zijn gebed niet liet eindigen. "God schiep", zeide hij en zijne ziel ontvlood. -- Zoo werden nog velen door de snoodaards gefolterd, gesteenigd, verbrand, vermoord, geworgd, wie kan al de wijzen, waarop zij den dood verwachtten, beschrijven? -- De overigen werden als schapen door leeuwen verteerd, de besten door wilde dieren verscheurd. o Toon U goedig, Eeuwige, en straf ons verder niet zoo streng. Jacobs aandeel, Helper in den nood, sterk weder de wankelende knieën. Laat de vreugdevorst (de Messias) ons weldra den troost brengen: "Uwe rouwdagen zijn ten einde!" en laat ons in Zijn licht wandelen.

### Ik steun van harteleed
Geschreven door Rabbijn Avraham bar Meir haKohen, naar aanleiding van de verwoestingen die in het jaar 1096 in het Duitse Rijnland werden aangericht door de kruisvaarders. In Mainz vielen duizend doden, in Worms achthonderd, en in het gehele Rheinland ongeveer vijfduizend. Deze kinnah komt enkel in de Nederduitse traditie voor, niet in de wereldwijde. 
Nederlandse vertaling uit 1868:
Ik steun van harteleed en klaag, mijn bloed verstijft, wegens de verslagenen mijns volks; mijn hart zwelt op, het steekt in mijn nieren! De wolven der wildernis vielen in mijne kudden met bijlen en knuppels en moordtuigen van allerlei soort en sloegen en verwondden en hieuwen ze met hunne zwaarden in stukken. Naakt en ontbloot werd[en] zij door het slijk der straten gesleurd, die vreedzaam in het heiligdom woonden. Hunne kleederen werden vernield, de zorgelooze vrouwen lagen gevangen in de netten. Mijne oogen treuren wegens de heerlijke Leer, die -- dewijl God zijn aangezigt afwendde -- door de woest razenden met de scheermessen verscheurd werden. Een zijn die zich daarmede steeds opregt en trouw onledig hadden gehouden, werden aan verderf, verwoestijn overgeleverd; zij, wier geheel streven de Leer was, moesten daarvoor sterven; die vromen, welke bij de eerste zonnestralen Gods eenheid prezen, zelfs bij den laatsten ademtogt nog erkenden zij blijmoedig God als eenig, op den dag der groote slagting. De gelouterden, beproefd en gelouterd in den kroes der ellende, lieten zich gewillig verbranden en bragten als offergaven hunne gefolterde zielen. -- Standvastig verdroegen zij de geeselslagen, hunnen Schepper getrouw, gingen zij blijde ter marteldood; het tweesnijdend zwaard lag hun op den hals en zij -- zij stemden een lofzang ter eere Gods aan. De schuldelooze kleinen werden vertrapt, tegen rotsen en steenen verpletterd; de ouders zagen het aan, en zongen bij den dood der kinderen. De verdrukkers velden het bloedoordeel over de liefelijke natie, zij moordden en beroofden die vast in het geloof stonden, verstoorden mijne geheele gemeente. Plotseling kwam het verderf, schrikkelijke duisternis; Israëls jongelingen werden ter neder geworpen, geslagen met builen, wonden en striemen. Bloedgierig als het wild omringden de onreinen de reinen, om ze gruwzaam te vernietigen, vuurfakkels wierpen zij onder de in stukken gehouwenen. Onze haters, laag gespuis, hieven het hoofd op en Uwe uitverkorene dienaren, God, zijn tot in het stof vernederd, voor nietswaardigen gevallen. Tegen U, Allerhoogste, verheffen zij vermetel het hoofd, vermoorden Uwe zonen voor Uwe oogen, en Gij, o God! hoe lang nog? Wilt Gij hen voor altijd verlaten? Die de afgoden dienen zijn gelukkig; Uw uitgeput erf gaat onder het zwaard te gronde. Ach, het volk zucht wegens Uwe geweldige gestrengheid; als had ik de veroordeling verdiend, zoo handelen de verdrukkers met mij; zij drongen in mijne huizen, betraden mijne hoven en riepen feestelijke bijeenkomsten uit, om mijne jongelingen te vernietigen. Gij verstrooidet Uw volk naar alle hoeken der aarde, wierpt het onder de vernielende voeten van het wild en nog steeds zijn de Hebreeuwsche slaven niet vrijgelaten. Regtvaardig zijn Uwe oordelen! Wegens onze zonden worden wij vervolgd, met water, vuur en zwaard bezocht en nog rust de verdrukker niet, rust niet de geldafpersing. De beroemde gemeente, de voorbeeldige stad (Jeruzalem) ging onder; zij vergingen van ontzetting, door overmoedige zondaars bereid, daarover versmeten mijne oogen in tranen. Groot is het zuchten van het overschot Uws volks. o Spoed U, wraak te oefenen aan de verdelgers Uwer uitverkorenen, stort Uw toorn over hen uit! Hij die in eeuwigheid troont, tot U verheffen wij onze handen -- o dat ons bloed, dat onze tranen niet onopgemerkt blijven! o Zwijg niet, Gij die in den hemel woont, breng spoedig Uwe wraak over hen, voer hen, als schapen, ter slagtbank heen, en de regtvaardige zal zich verheugen, als hij de vergelding aanschouwt. Laat ons het strafgerigt aanschouwen, Allerhoogste, als Gij de wederspanningen vernietigt, als Gij in het ongeluk laat wegkwijnen hen, die Uw gezonken volk verteerden. Breng smaad over de barbaren en Uwe vromen zullen jubelen.

## Tisja Beav in de gregoriaanse kalender[5]
Aangezien een dag volgens de Joodse kalender begint met zonsondergang, begint Tisja Beav eigenlijk steeds op de avond voor de gegeven data.
- zo 3 aug 2025

- do 23 jul 2026

- do 12 aug 2027

- di 1 aug 2028

- zo 22 jul 2029